# (4704) Sheena
(4704) Sheena (1988 BE5) – planetoida z pasa głównego asteroid okrążająca Słońce w ciągu 4,25 lat w średniej odległości 2,62 j.a. Odkryta 28 stycznia 1988 roku.